# José María Jarabo
José María Manuel Pablo de la Cruz Jarabo Pérez Morris, (Madrid 28 d'abril de 1928-†Madrid, 4 de juliol de 1959), més conegut com, José María Jarabo o simplement com Jarabo, fou un criminal espanyol, molt cèlebre en la crònica social de la seva època. Va assassinar dos homes i dues dones, una d'elles embarassada.
Nascut a Madrid, en el si d'una bona família (era parent del que seria Ministre de Justícia, Francisco Ruiz-Jarabo y Baquero), educat a bons col·legis dels Estats Units. Va tornar a Espanya l'any 1950, mentre la seva família va romandre a Puerto Rico. En un any va gastar la seva fortuna, uns 15 milions de pessetes de l'època i es va trobar escàs de diners, amb l'amenaça familiar de tornar a Espanya, la qual cosa hagués acabat amb el seu tren de vida, i amb el xalet familiar del carrer Arturo Soria hipotecat.

## Assassinat de la família Fernández
En aquestes dates, una de les seves amants, l'anglesa Beryl Martin Jones, va començar a constrènyer-lo perquè li restituís una joia de brillants regal del seu marit que li havia lliurat perquè Jarabo l'empenyorés a la casa Jusfer, al carrer Alcalde Sáinz de Baranda. De l'empenyorament de la joia va obtenir 4.000 pessetes, un import infinitament menor del seu valor real, així com una carta de la propietària autoritzant l'acompliment, a més de detalls personals. Els prestadors, van prendre la carta com a garantia. Sense diners per recuperar la penyora, el 19 de juliol de 1958, passades les nou de la nit, es va dirigir no a la tenda, com havia quedat, sinó al domicili d'Emilio Fernández, al carrer Lope de Rueda, 57, 4t Exterior Esquerra. En arribar, obre les portes de l'ascensor valent-se dels colzes i estreny el botó del pis al que va amb l'ungla del polze dret, per no deixar petjades. Prem el timbre de l'habitatge amb les falanges segona i tercera del dit índex. L'obre la minyona Paulina Ramos Serrano, de 26 anys, que segons el relat del fiscal l'acompanya fins a on es troba l'amo de la casa.
És més probable que la seqüència dels fets fou la següent: quan Jarabo arriba al pis la criada està sola. Pregunta per Emilio i Paulina el porta al saló, on queda a l'espera. A l'estona José María, que té tot decidit, s'encamina a la cuina, on Paulina està pelant mongetes. Convençut que ha d'eliminar testimonis molests, la copeja amb una pesada planxa al cap, i quan, atordida pel cop, la noia tracta de cridar i defensar-se, la subjecta per darrere, estrenyent-li fortament nas i boca amb la mà esquerra, mentre que amb la dreta li parteix el cor, enfonsant-li en el pit, fins a la creu, el ganivet de pelar mongetes. Trasllada el cos de la infortunada jove fins a la seva cambra, on la llança sobre el llit.
Amb posterioritat arriba a l'habitatge Emilio Fernández, el va abraçar fent-se passar per la seva dona, i li va disparar al clatell en la cambra de bany causant-li la mort instantàniament.
L'esposa, Amparo Alonso, arriba a la casa, i es troba amb Jarabo, que li explica que és inspector d'Hisenda, i que Emilio i Paulina han sortit amb uns companys seus, també inspectors, per aclarir un assumpte de tràfic de divises. Amparo queda molt estranyada, però l'home l'embolica en una xerrameca que té certa coherència, fins que de sobte s'adona que el seu aspecte no es correspon amb el que estava parlant, va fugir per la casa però la va atrapar en el seu dormitori, i li va disparar al clatell. Aquesta mort va ser doble en estar Amparo embarassada.
A l'habitatge no estan ni la carta ni la joia que intentava recuperar. Tot i així es va canviar de camisa, i va disposar l'habitatge i els cadàvers de tal forma que fessin l'efecte d'un crim d'índole sexual i va passar allí la nit dormint en estar la porta de l'edifici tancada. L'endemà, al matí s'encamina al cinema Carretas, un cinema de sessió contínua, i després passa la tarda descansant a la pensió on resideix, a l'espera del dilluns per intentar la seva última jugada amb el soci d'Emilio Fernández, Felix López Robledo.
El dilluns, 21 de juliol de 1958, Jarabo va esperar Felix López Robledo a l'entrada del negoci. Sense donar-li temps a res, li va disparar dos trets al clatell, morint en l'acte. Va entrar en la tenda i va fer un registre complet sense trobar la joia ni la carta.
Posteriorment aquest dia, va portar el vestit ensangonat a una bugaderia del número 49 del carrer Ourense, va passar la nit amb dues dones passejant en taxi i al matí del dimarts 22 de juliol la policia el va detenir a la porta de la bugaderia. S'havien descobert els cadàvers dels assassinats i el propietari de la bugaderia havia informat la policia de l'encàrrec que li havia fet Jarabo. Sense oposar resistència, va demanar que poguessin menjar des de Lhardy per a tots, una ampolla de conyac francès, i va aconseguir que li donessin una injecció de morfina. I va ser explicant la història del solitari d'or. Va manifestar que sentia profundament la mort de les dues dones, però no la dels que li havien fet xantatge.

## Judici
El 29 de gener de 1959 es va iniciar al Palau de Justícia de Madrid el judici. La sala es va omplir de famosos i coneguts, artistes (com Zori o Sara Montiel), algun torero i esposes d'alts funcionaris.
Durant els cinc dies que va durar el judici, va estrenar vestit cada dia. Va rebre quatre penes de mort. Va intentar fer ús de les seves influències, especialment la del seu oncle, President del Tribunal Suprem. El General Franco va donar el vistiplau a l'execució, vista pel 4 de juliol de 1959. La nit abans de l'execució la va passar fumant i bevent whisky i es va presentar davant el botxí vestit de gala, encara que es va enfonsar davant la visió del garrot. Donada la seva fortalesa física i la debilitat del botxí, Antonio López Sierra, va trigar molta estona a morir. Va ser l'últim executat en compliment de sentències dictades per la jurisdicció ordinària.
Al cementiri es van produir diversos incidents en córrer el rumor que no havia estat executat gràcies a les seves influències. El comissari, en sentir que qui anava en el fèretre era un gitano que també estava condemnat a mort, va posar la pistola en la templa al conductor i li va obligar a obrir el fèretre per desmentir els rumors.
La història de Jarabo va ser portada a la pantalla petita per Juan Antonio Bardem en la sèrie "La Huella del crimen" i protagonitzada per Sancho Gracia, el 1984.